# 1-й армейский корпус (Босния и Герцеговина)
1-й корпус Армии Республики Босния и Герцеговина (босн. Prvi korpus Armije RBiH) — воинское подразделение Армии Республики Босния и Герцеговина, участвовавшее в Боснийской войне.

## Краткая история
Указом Правительства Республики Босния и Герцеговина от 18 августа 1992 и распоряжением Верховного штаба Армии РБиГ от 1 сентября 1992 был сформирован 1-й корпус Армии Республики Боснии и Герцеговины со штабом в Сараево. В состав корпуса вошли все воинские подразделения новообразованной республики общей численностью в 30 тысяч человек. В годы войны корпусом командовали дивизионный генерал Мустафа Хайрулахович-Талиян, бригадные генералы Вахид Каравелич и Неджад Айнаджич; сам корпус участвовал в обороне Сараево (район Горазде) от сербских и хорватских войск. В начале 1995 года корпус пережил реорганизацию и стал состоять теперь не из бригад, а из дивизий — в его составе было 3 дивизии (12-я, 14-я и 16-я). Корпус упразднён в 1997 году в рамках реформы армии.

## Командующие
- 1-й командир: Мустафа Хайрулахович-Талиян
- 2-й командир: Вахид Каравелич
- 3-й командир: Неджад Айнаджич
- Заместитель командира: Исмет Дахич
- Начальник штаба: Исмет Алия (1992–1993)
- Начальник штаба: Эсад Пелько (1993–1995)

## Структура

### 1992—1994 годы
- 1-я рыцарская моторизованная бригада
- 1-я горная бригада
- 2-я рыцарская моторизованная бригада
- 2-я горная бригада
- 3-я моторизованная бригада
- 4-я рыцарская моторизованная бригада
- 5-я пехотная бригада
- 5-я Добриньская моторизованная бригада
- 9-я горная бригада
- 10-я горная бригада
- 11-я пехотная бригада
- 12-я пехотная бригада
- 15-я моторизованная бригада
- Артиллерийская бригада
- Бригада «Король Твртко» (ХВО)[1]

### 1995 год
- 12-я дивизия (Сараево)
  - 101-я горная бригада (Сараево-Моймило)
  - 102-я моторизованная бригада (Сараево-Ступ)
  - 105-я моторизованная бригада (Сараево-Косево)
  - 111-я рыцарская моторизованная бригада (Сараево-Зук)
  - 112-я рыцарская моторизованная бригада (Сараево-Райловац)
  - 115-я горная бригада (Сараево-Бистрик)
  -  124-я лёгкая бригада «Король Твртко» (Сараево)
  - 152-я горная бригада (Васин-Хан)
  - 155-я моторизованная бригада (Сараево-Добриня)
- 14-я дивизия
  - 104-я рыцарская бригада (Храсница)
  - 109-я горная бригада (Пазарич)
  - 123-я лёгкая бригада (Билановац)
  - 131-я лёгкая бригада (Фойница)
  - 181-я горная бригада (Пазарич)
  - 182-я рыцарская лёгкая бригада (Пазарич)
- 16-я дивизия
  - 147-я лёгкая бригада (Вареш)
  - 161-я почётная Оловская горная бригада (Олово)
  - 162-я горная бригада (Вареш)
  - 164-я горная бригада (Бреза)
  - 165-я горная бригада (Високо)
  - 185-я лёгкая бригада (Вареш)